# Lukas Huber (Politiker, 1999)
Lukas Huber (* 1999) ist ein Schweizer Politiker (SVP) aus dem Kanton St. Gallen und seit 2023 Mitglied des Kantonsrats von St. Gallen.

## Leben und Wirken
Lukas Huber stammt aus Unterwasser, einer Gemeinde im Kanton St. Gallen, in welcher er in der Geschäftsprüfungs-Kommission engagiert ist. Er studiert an der HSG Rechtswissenschaften und ist Präsident der SVP Wildhaus-Alt St. Johann und der Jungen SVP Kanton St. Gallen. Ebenfalls ist er Sekretär und im leitenden Ausschuss der SVP Kanton St. Gallen.